# Burgenland Schnellstraße
Die Burgenland Schnellstraße S31 ist eine Schnellstraße in Österreich, die sich in Nord-Süd-Richtung durch das Burgenland zieht. Sie führt auf einer Länge von etwa 50,8 Kilometern von Eisenstadt bis Oberpullendorf und seit 2017 im Sinne einer zweispurigen Landesstraße (B61A) weiter an die ungarische Grenze über Rattersdorf nach Köszeg und ist vignetten- bzw. mautpflichtig.

## Streckenabschnitte
Die S 31 ist zwischen Eisenstadt-Süd und dem Knoten Mattersburg als Autobahn im Sinne der Straßenverkehrsordnung ausgeschildert. Die weitere Strecke bis Oberpullendorf-Nord wurde als vierspurige Autostraße ohne bauliche Mitteltrennung und ohne Pannenstreifen sowie stellenweise mit schmäleren Überholspuren gebaut. Die beiden Enden der Schnellstraße zwischen Eisenstadt-Ost und -Süd sowie zwischen Oberpullendorf-Nord und -Süd sind als herkömmliche Landstraße mit einem Fahrstreifen pro Richtung ausgeführt.

## Geschichte
Ursprünglich war die S 31 nur vom Knoten Mattersburg bis nach Oberpullendorf geplant. Die restliche Strecke der heutigen S 31 sollte als Mattersburger Schnellstraße S 4 bis zur Grenze nach Bratislava verlaufen. Heute endet die von Wiener Neustadt kommende S 4 beim Knoten Mattersburg.
1976 wurde der erste Abschnitt der Burgenland Schnellstraße zwischen Eisenstadt-Süd und dem Knoten Eisenstadt eröffnet. In den folgenden Jahren erfolgten schrittweise Verlängerungen Richtung Süden. Der letzte Abschnitt zwischen Neutal und Oberpullendorf-Süd wurde am 20. August 2004 eröffnet. Bei Bauarbeiten für eine Brücke der Schnellstraße im Neubauabschnitt bei Neutal stürzte am 22. Oktober 2002 ein Schalgerüst ein. Bei dem Unfall starben zwei Arbeiter, elf wurden verletzt.
| Eröffnung  | Streckenabschnitt                                                | Länge     |
| ---------- | ---------------------------------------------------------------- | --------- |
| 1976       | ASt Eisenstadt Süd - Knoten Eisenstadt                           | 3,055 km  |
| 1979       | Knoten Eisenstadt - Zemendorf                                    | 6,586 km  |
| 31.10.1980 | Zemendorf - Knoten Mattersburg                                   | 3,134 km  |
| 24.09.1982 | Knoten Mattersburg - HASt Sieggraben                             | 12,473 km |
| 13.09.1985 | HASt Sieggraben - ASt St. Martin/Weppersdorf                     | 10,557 km |
| 30.08.1990 | ASt Eisenstadt Ost - ASt Eisenstadt Süd                          | 3,231 km  |
| 27.10.1999 | ASt St. Martin/Weppersdorf - ASt Neutal                          | 4,157 km  |
| 20.08.2004 | ASt Neutal - Oberpullendorf-Süd                                  | 7,597 km  |
| 02.07.2007 | ASt Wulkaprodersdorf - Knoten Mattersburg (2. Richtungsfahrbahn) |           |

Zwischen 2018 und Ende 2021 sollte zwischen dem Knoten Mattersburg und der Anschlussstelle Weppersdorf/St. Martin eine Mitteltrennung errichtet werden. Als Vorbereitung für die Trennung der Fahrbahn erfolgte die Generalerneuerung der Talübergänge von Forchtenstein bis Sieggraben. Am 18. März 2019 hat der Sicherheitsausbau zwischen dem Knoten Mattersburg und der Anschlussstelle Weppersdorf/St. Martin begonnen und soll bis 2025 abgeschlossen sein.
Der erste Teil des Sicherheitsausbaus zwischen Knoten Mattersburg und der Anschlussstelle Forchtenstein wurden im Dezember 2019 fertiggestellt und dem Verkehr übergeben.

## Ausbau

### Im Norden
Der Baubeginn zur Verlängerung der S 31 von der Anschlussstelle Eisenstadt-Ost rund zehn Kilometer Richtung Norden bis Schützen am Gebirge hätte 2010 erfolgen sollen. Stattdessen wurde erstmals ein Schnellstraßenprojekt aus dem Bundesstraßengesetz herausgenommen, und die Umfahrung Schützen am Gebirge wurde als kleinräumiges Landesstraßenprojekt verwirklicht.

### Im Süden
Geplant war auch eine Verlängerung von Oberpullendorf-Süd bis zur Günser Straße B 61 bei Unterpullendorf sowie in weiterer Folge bis zur ungarischen Grenze bei Rattersdorf. Im November 2010 wurde bekannt, dass auch dieses Projekt nicht als Schnellstraße, sondern als Landesstraße unter finanzieller Beteiligung des Bundes realisiert werden soll.
Der Abschnitt von Oberpullendorf/Steinberg-Dörfl und Rattersdorf wurde als Pullendorfer Straße B 61a errichtet, und am 17. Juli 2017 für den Verkehr freigegeben. Der letzte Kilometer bis zur ungarischen Staatsgrenze wurde 2021 dem Verkehr übergeben.

## Galerie

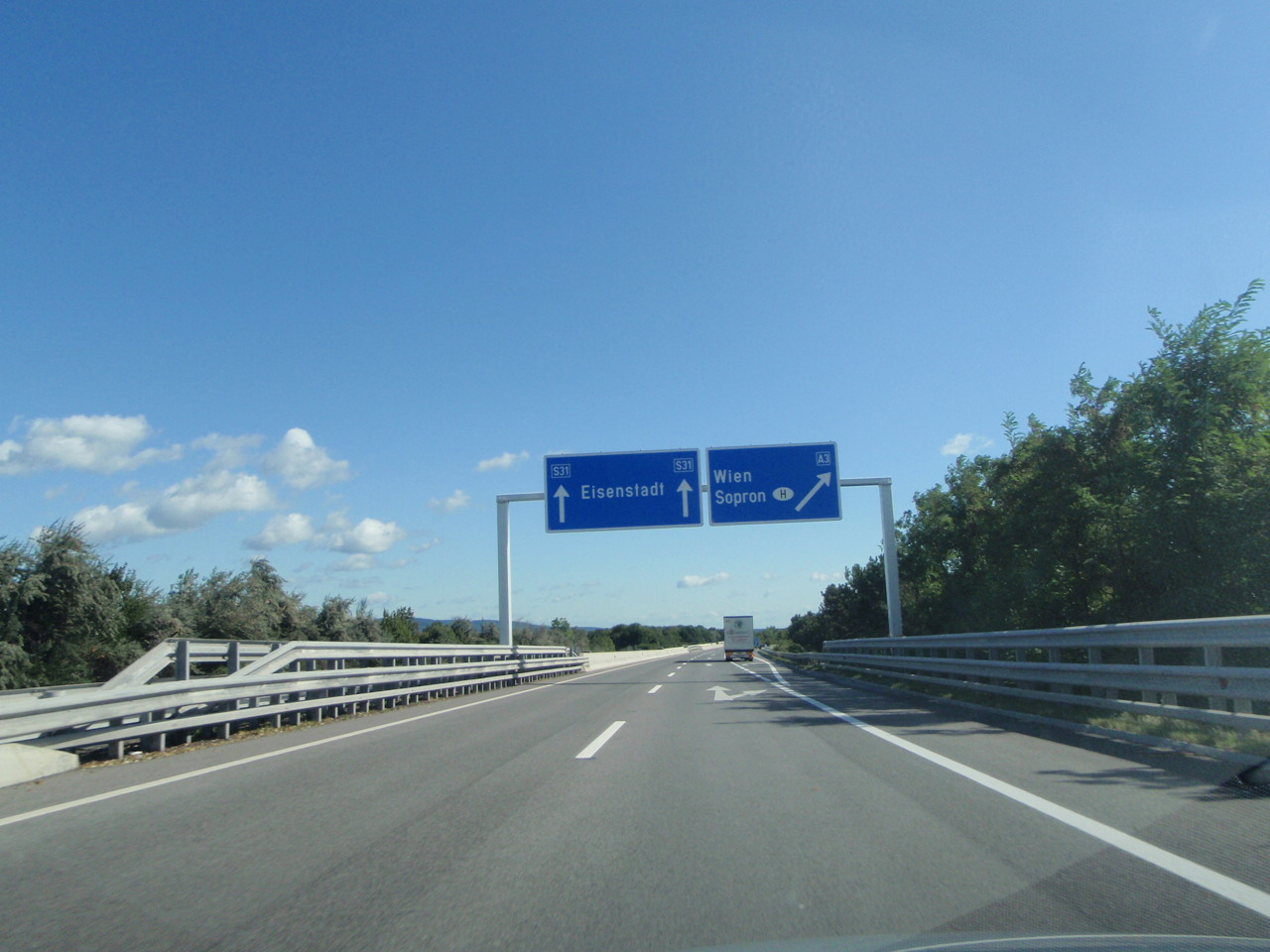
Knoten Eisenstadt in Fahrtrichtung Eisenstadt
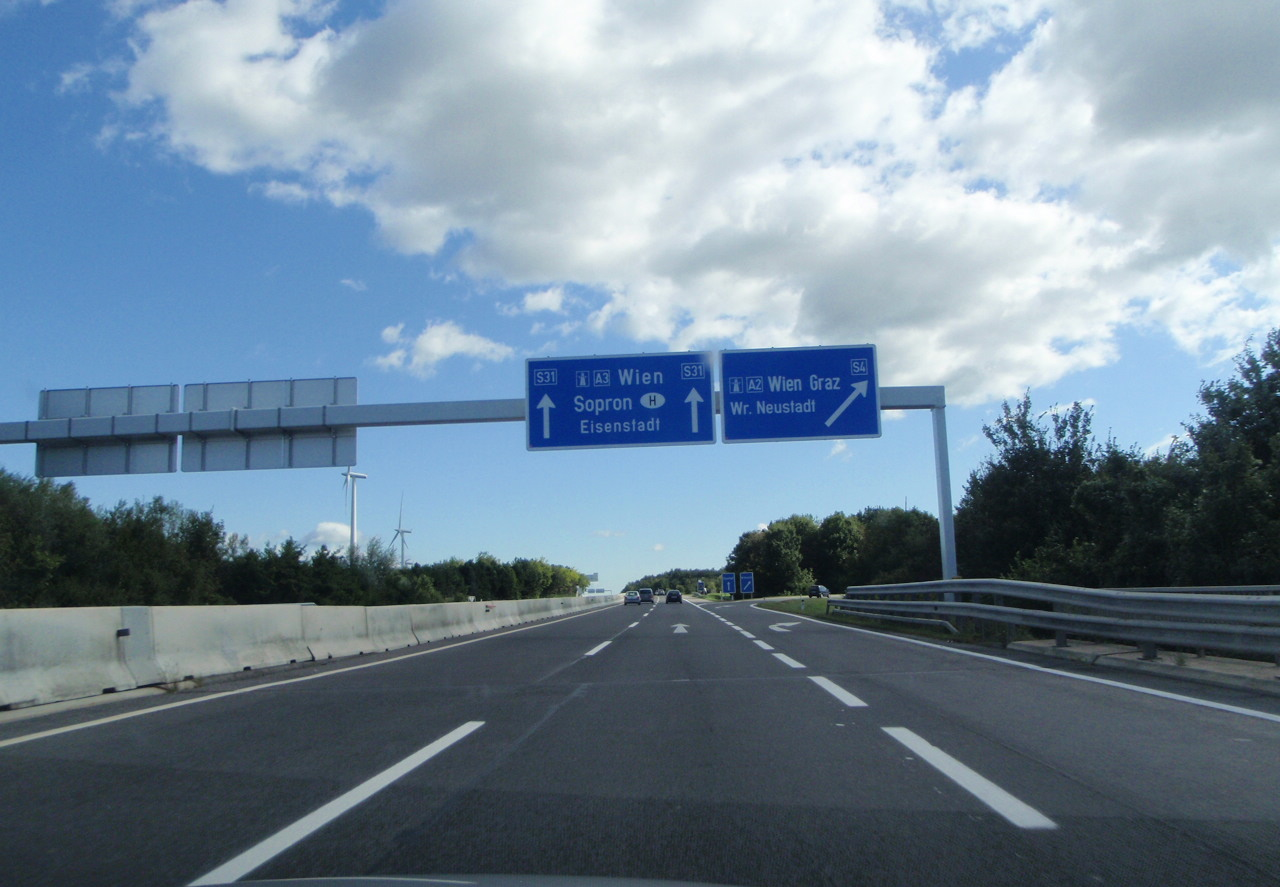
Knoten Mattersburg in Fahrtrichtung Eisenstadt
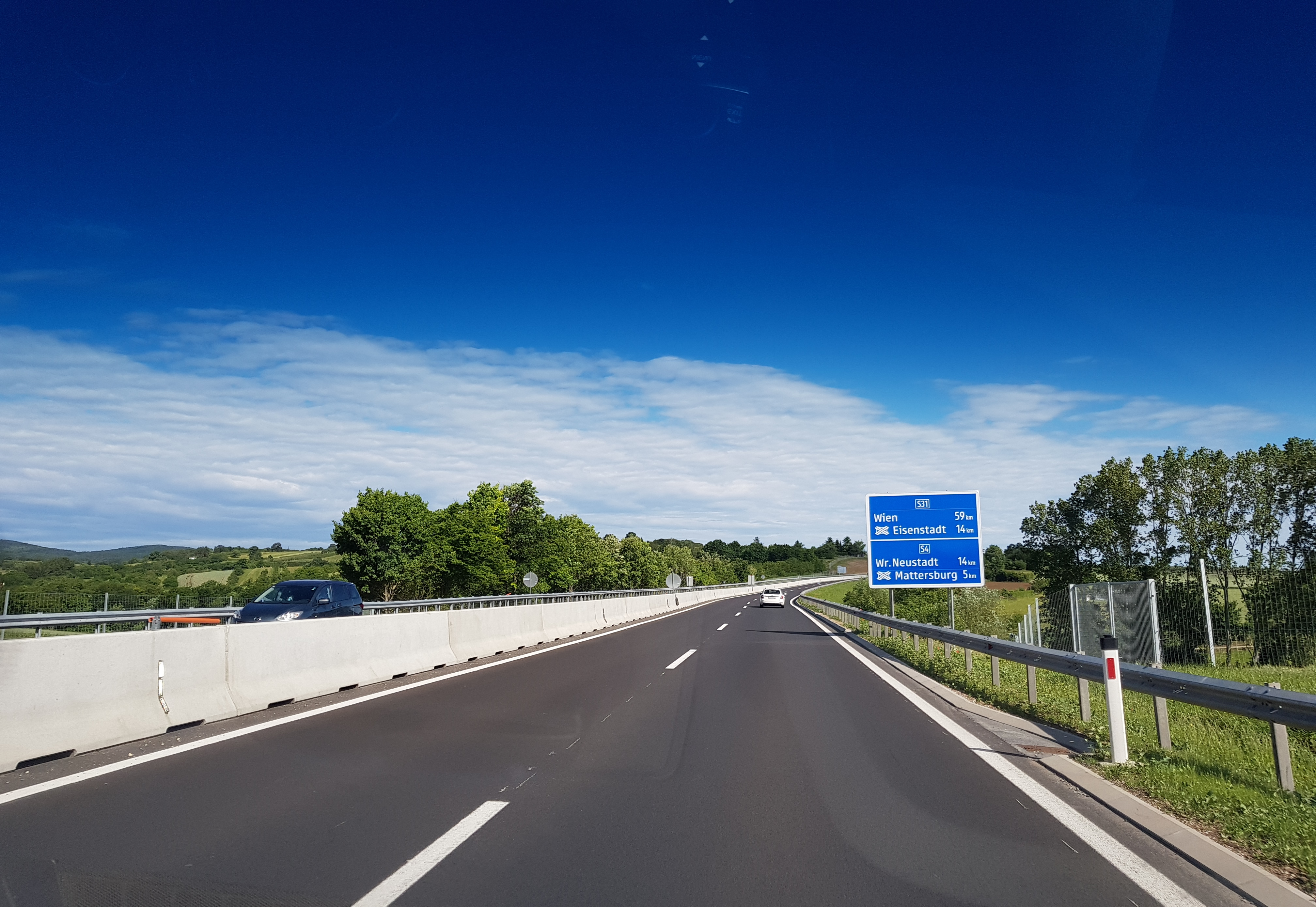
Bei Mattersburg
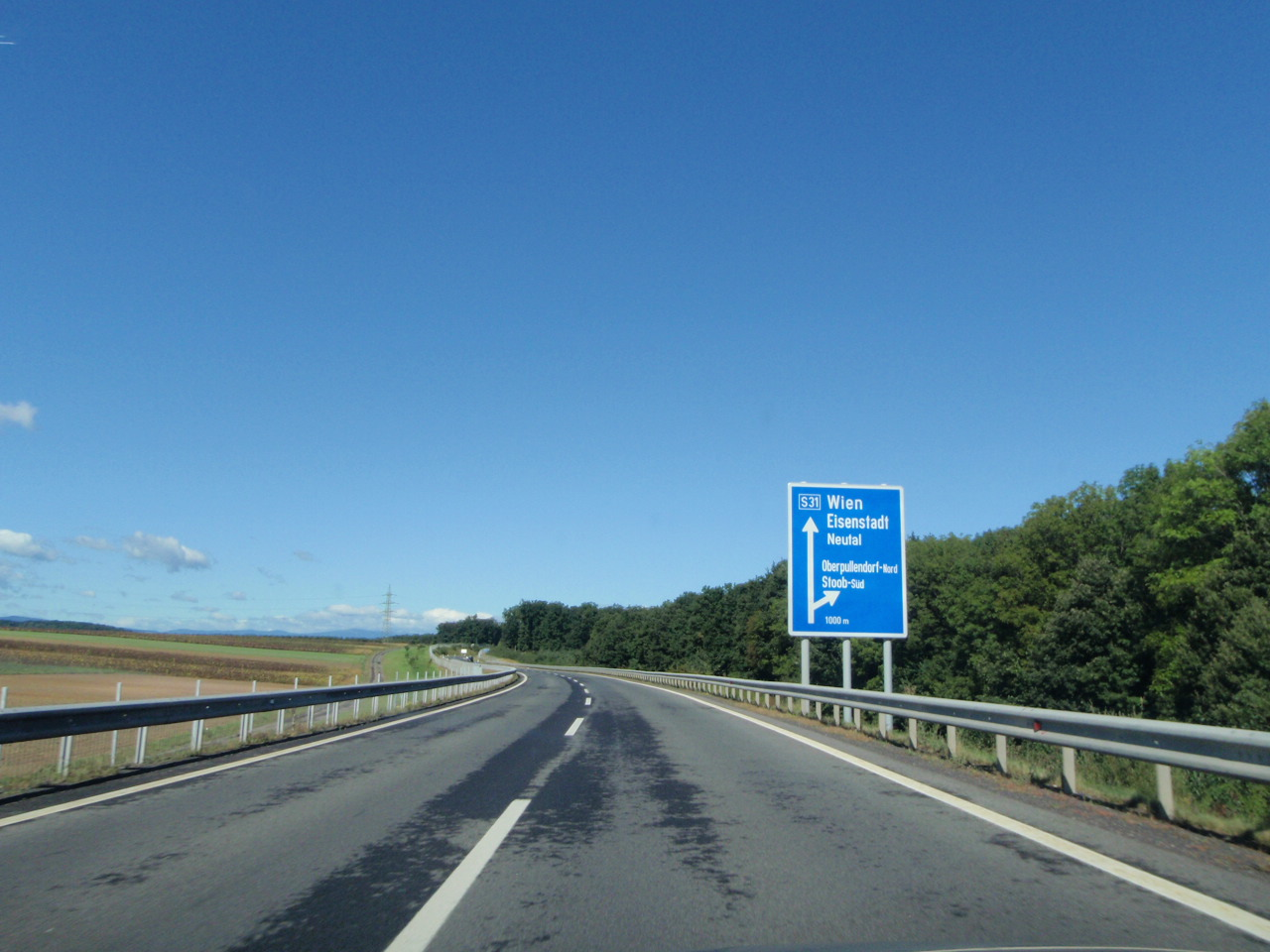
Oberpullendorf-Nord/Stoob-Süd in Fahrtrichtung Eisenstadt
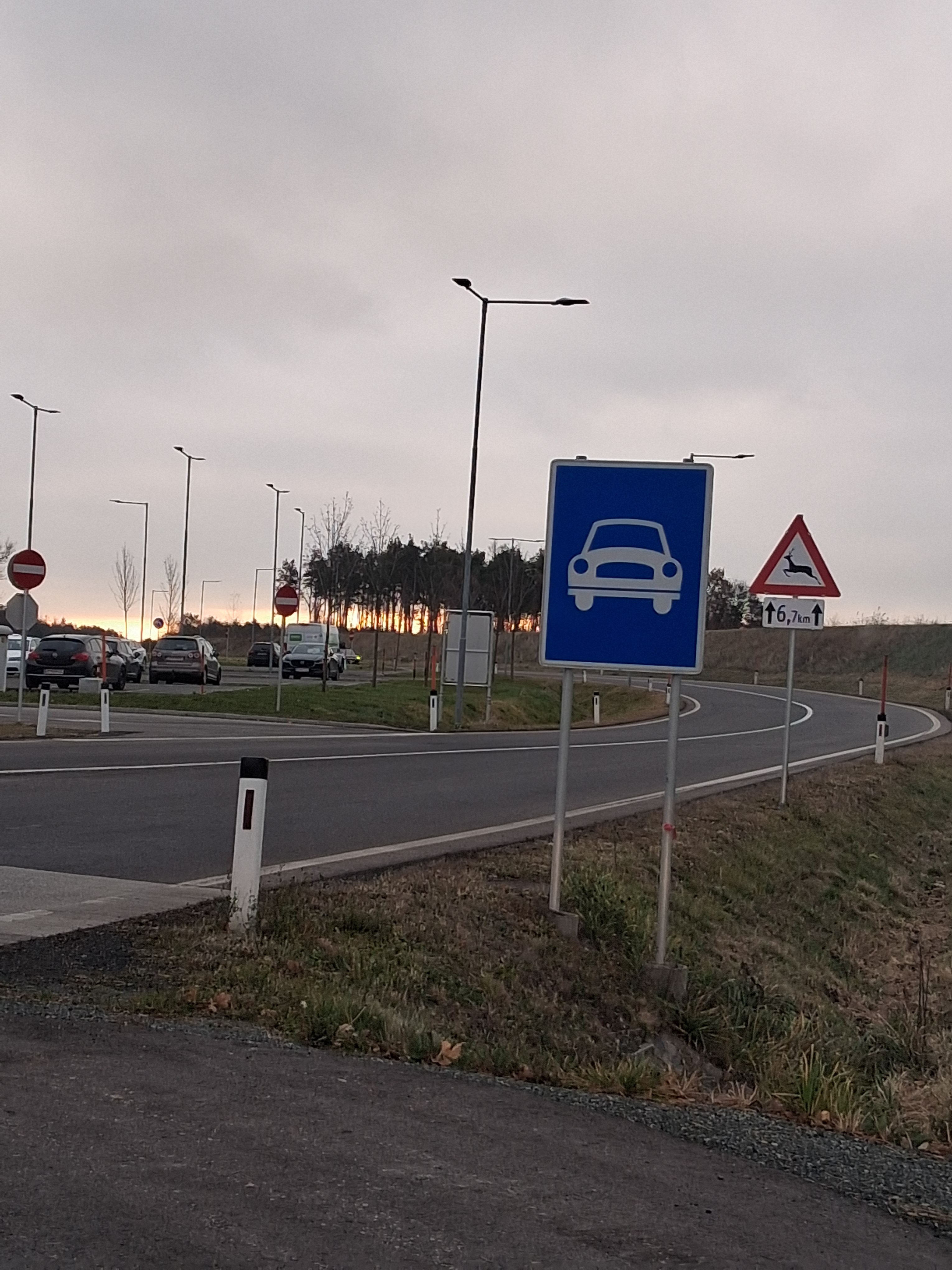
Abfahrt S31 zur Verlängerung als B61a als Schnellstraße (Oberpullendorf)